# Обувная колодка
Обувная колодка (также сапожная колодка) — приспособление для поддержания формы обуви в процессе её изготовления, по форме напоминающее человеческую стопу. Колодка определяет внешний вид и удобство обуви и представляет собой центральный, наиболее важный, сложный и тесно связанный с наукой компонент производства обуви.

## Классификация
Согласно БСЭ, существуют три типа колодок:
- затяжные, использующиеся для скрепления и формования деталей обуви;
- гладильные — для выглаживания подошв;
- отделочные — для использования при отделке верха обуви.

Люксимон и Ма предлагают другие классификации колодок:
- по высоте каблука;
- по форме мыска;
- по материалу;
- по стилю обуви (спортивная, сандалии, и т.п.);
- по способу изготовления (вручную или на станке).

## История

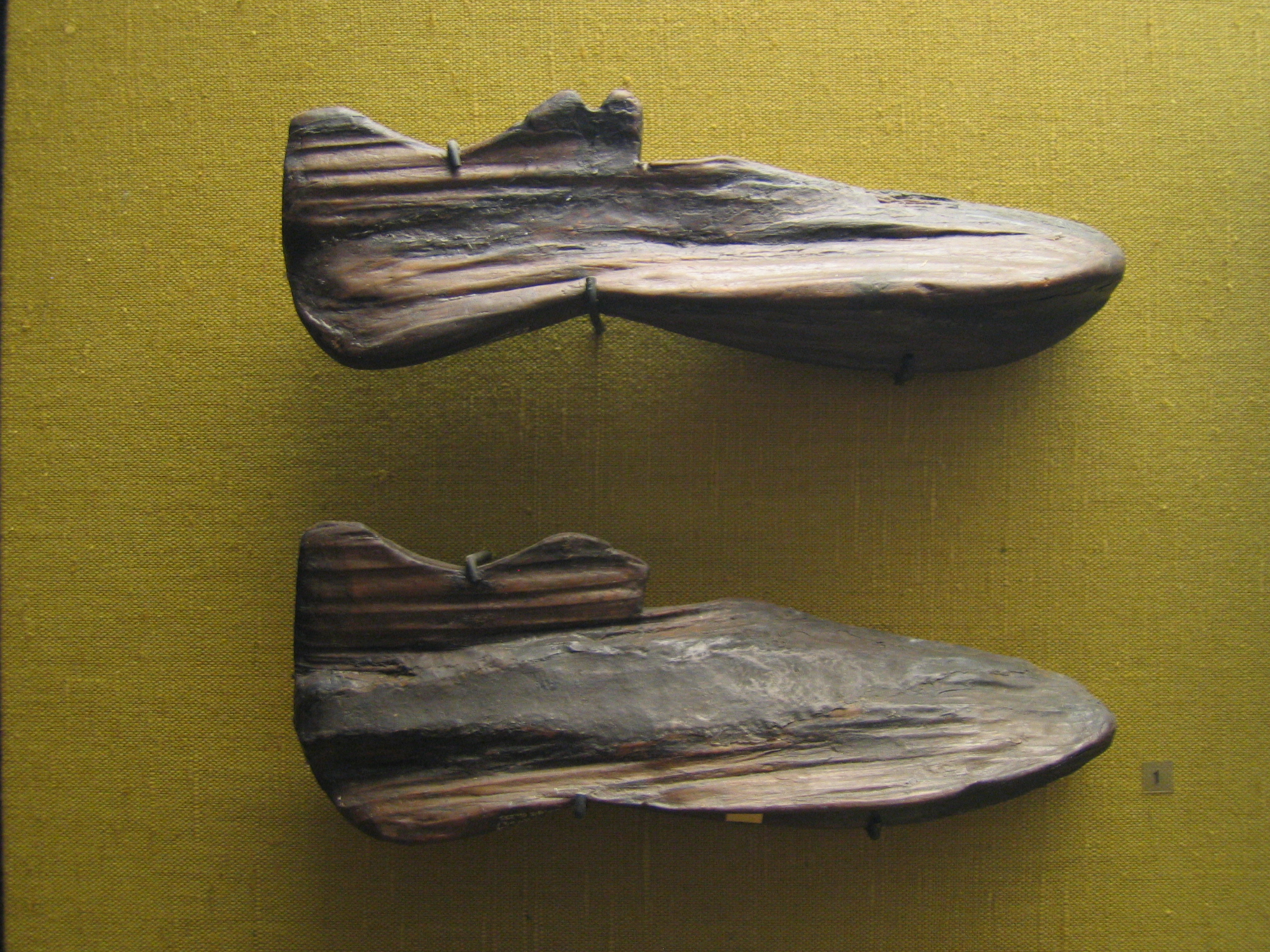
Колодки VII века из Алемании

Использование колодок в производстве обуви началось в глубокой древности, поначалу они изготавливались полностью вручную. Однако, уже в 1815 году Т. Бланчард изобрёл токарно-копировальный станок для обработки предметов неправильной формы (поначалу использовавшийся для изготовления орудийных стволов), который затем был использован для изготовления колодок. Усовершенствованные токарно-копировальные станки используются в производстве колодок и поныне. 
До середины XIX века для правой и левой ноги обычно использовались одни и те же колодки, благодаря чему обувь можно было носить на любой ноге. До 1880 года в США использовались только целые размеры и три полноты, после 1880 года появились размеры с шагом ½ (попытка в XX веке ввести шаг ¼ оказалась неудачной из-за удорожания запасов в обувных магазинах); в XXI веке американская система размеров включает несколько полнот, обычно от ААА (узкие) до ЕЕ (широкие).

## Изготовление
Создание колодки полностью зависит от мастерства её изготовителя, который обтачивает заготовку до тех пор, пока не добьётся нужной формы, руководствуясь при этом несколькими измерениями. После создания эталонной колодки она масштабируется с тем, чтобы дать возможность изготовления обуви разных размеров.
В качестве материала для изготовления колодок применяются дерево, пластмассы и металл (в частности, из металла выполняются колодки для формования и вулканизации подошвы). В начале XXI века изготовители колодок предпочитают пластмассы, обычно полиэтилен (как высокой, так и низкой плотности). Несмотря на то, что этот материал тяжелее дерева и дороже других альтернативных материалов, его легче обрабатывать на станках с ЧПУ.